# Modulhandbuch
Im Modulhandbuch (Modulkatalog) werden wichtige organisatorische und inhaltliche Informationen zu den von einer Hochschule angebotenen Lehrmodulen meist im Kontext eines Studiengangs zusammengeführt. Kernelement des Modulhandbuchs sind die Modulbeschreibungen. Diese sind meist studiengangspezifisch. Beschriebene Module können zudem auch für andere Studiengänge relevant sein (studiengangübergreifend verwendete Module).

## Abgrenzung zu anderen Studiengangdokumenten
Das Modulhandbuch spezifiziert die im Studienplan (Studienverlaufplan, Studienordnung) für das jeweilige Studium geforderten Module. Häufig können Studierende aus den angebotenen Modulen für sie passende Module auswählen. Das Modulhandbuch weist in diesem Fall mehr Module aus, als die oder der einzelne Studierende belegen muss. Der Studienplan ist in der Regel Teil (ggf. Anlage) der Prüfungsordnung zu dem jeweiligen Studiengang, welche regelt, welche Prüfungsleistungen (Modulprüfungen) Studierende für einen erfolgreichen Studienabschluss erbringen müssen.

## Modulhandbuch und Curriculum
Das Modulhandbuch kann darüber hinaus Informationen zur inhaltlichen Zielsetzung des Studiengangs, insbesondere in Bezug auf die intendierte Kompetenzentwicklung der Studierenden im Studienverlauf sowie das angestrebte Kompetenzprofil der Absolvierenden, enthalten. In Kombination mit weiteren Informationen über die didaktische Vernetzung der einzelnen Module und deren Lehrziele können Modulhandbücher den Charakter eines Curriculums des jeweiligen Studiengangs bekommen.

## Rechtlicher Rahmen
Die im Modulhandbuch dokumentierten Informationen zu einzelnen Modulen wurden im Rahmen des Bologna-Prozesses zur europaweiten Vereinheitlichung von Studiengängen und -abschlüssen länderübergreifend harmonisiert. Das Modulhandbuch gehört zu den im Rahmen der Akkreditierung von Studiengängen verpflichtend vorzulegenden Dokumenten.

## Referenzen
1. ↑  Musterrechtsverordnung gemäß Artikel 4 Absätze 1–4 Studienakkreditierungsstaatsvertrag (Beschluss der Kultusministerkonferenz vom 07.12.2017). 7. Dezember 2017, abgerufen am 7. November 2024.
2. ↑  Hochschullehrerbund (hlb) Bundesvereinigung: Infoblatt Modulhandbuch. Hochschullehrerbund (hlb) Bundesvereinigung, 2020, abgerufen am 22. Oktober 2024.
3. ↑  Staatsvertrag über die Organisation eines gemeinsamen Akkreditierungssystems zur Qualitätssicherung in Studium und Lehre an deutschen Hochschulen ("Studienakkreditierungsstaatsvertrag"), in Kraft getreten am 01.01.2018. Akkreditierungsrat, 1. Januar 2018, abgerufen am 22. Oktober 2024.